# Системы родства
Системы родства (системы родства, супружества и свойства) — исторически обусловленные системы родственных отношений (социального родства), которые представляют собой системы принципов группировки родственников и свойственников.
Системы родства разделяют на первичные (классификационные) и вторичные (описательные, вертикальные, линейно-степенные). Первичные системы родства — групповые, где точкой отсчёта (эго) служит группа индивидов (обычно, сиблингов — детей одних родителей). Вторичные системы родства — в основном индивидуальные, в них как эго выступает индивид, и они устанавливаются в зависимости от линии и степени родства. Системы родства отражаются в системах терминов родства. Первичные системы родства свойствены первобытным обществам и описаны системами терминов родства бифуркативного типа. Вторичные системы родства, которые встречаются в доиндустриальных обществах, представлены системами терминов родства бифуркативно-линейного и генерационного типов. Вторичные системы родства, которые встречаются в индустриальных обществах представлены системами терминов родства линейного типа.
Системы родства способны совпадать у разных по этногенезу народов или отличаться даже у близкородственных этнических общностей. Начало научному изучению систем родства положил в середине XIX века Л. Г. Морган. Его идея о социальной обусловленности систем родства оказалась правильной, что подтвердили последующие этнографические исследования. Однако сама теория подверглась существенной корректировке.
Обнаружено, что Морган допустил ошибку, полагая наиболее древним «малайский» тип. Оказалось, что исходной точкой эволюции служит «ирокезский» тип, который затем трансформируется или в сторону «малайской», или в сторону «арабской» системы родства. Причём «малайские» и «арабские» системы родства со временем трансформируются в системы «английского» типа. Полагают, что системы родства исходного ирокезского типа возникают благодаря экзогамной родовой организации. Экзогамная большесемейная-патрономическая организация, сформировавшись, вытесняет род как главную социальную ячейку, что в итоге приводит к возникновению системы родства «арабского» типа. Оказалось правильным предположение Г. Доул о том, что «малайские» системы родства возникают только в экстремальных условиях социально=экологической среды, затрудняющих функционирование экзогамии. «Английские» же системы родства вызывают представление об отношениях в современной малой семье.